# 帕维尔·巴迪亚
帕维尔·巴迪亚（Pavel Badea，1967年6月10日—），罗马尼亚已退役的足球运动员，退役前司职中场。他曾效力於罗马尼亚、瑞士、韩国和日本等國的职业聯賽。他曾代表羅馬尼亞國家足球隊出場9次。